# William Cecil, 16. Baron de Ros
William Cecil, 16. Baron de Ros (* Mai 1590 in Newark Castle, Nottinghamshire; † 27. Juni 1618 in Italien) war ein englischer Peer. Seine Ehe mit Anne Lake führte zu einem großen Skandal.

## Leben
Er war der einzige Sohn des William Cecil, 2. Earl of Exeter, aus dessen erster Ehe mit Elizabet Manners, 15. Baroness de Ros. Er wurde am 4. Juni 1590 getauft. Als seine Mutter ein Jahr darauf starb, erbte er deren Adelstitel als Baron de Ros, of Helmsley. 
Am 13. Februar 1616 heiratete er Anne Lake, die Tochter von Sir Thomas Lake (1561–1630) und Mary Ryther. Die Ehe wurde kurz darauf geschieden, was zu einer erbitterten Fehde zwischen den Familien führte. Es ging um Grundstücke, welche die Familie Cecil der Familie Lake laut Ehevertrag schuldete. Cecil forderte seinen Schwager Sir Arthur Lake, der als treibende Kraft hinter der Sache angesehen wurde, zum Duell, das dieser ablehnte. 
Die Anschuldigungen, zu denen auch Ehebruch mit der zweiten Frau seines Großvaters Frances Brydges gehörte, waren so schwerwiegend, dass er es für klüger hielt, das Land für einige Zeit zu verlassen. Er wurde von König Jakob I. in einer besonderen Mission zum römisch-deutschen Kaiser gesandt. Gründliche Untersuchen kamen zu den Schluss, dass alle Anklagen gegen Cecil durch die Familie Lake erfunden waren. Die Star Chamber sprach daher schwere Strafen aus. Die Angelegenheit wurde 1621, drei Jahre nach dem Tod Cecils, abgeschlossen.
Während eines Aufenthaltes in Italien starb Cecil 1618 kinderlos mit 28 Jahren und vor seinem Vater und Großvater. Daher ging das Earldom of Exeter an seinen Cousin, David Cecil. Die Baronie de Ros, die er von seiner Mutter geerbt hatte, ging an seinen Onkel zweiten Grades, Francis Manners, 6. Earl of Rutland, über. Cecils geschiedene Ehefrau Anne heiratete George Rodney, Gutsherr von Stoke Rodney in Somerset, und starb 1630.